# Eva Petrič
Eva Petrič, slovenska konceptualna intermedijska in likovno-vizualna umetnica, fotografinja, performerka in pisateljica, * 1983, Kranj.

## Življenje
Eva Petrič je leta 2005 diplomirala iz psihologije in vizualne umetnosti na univerzi Webster na Dunaju. Magisterij iz novih medijev je opravila leta 2010 v Berlinu, na Transart Institutu Berlin. Živi in ustvarja predvsem na Dunaju, a se pogosto vrača v New York in Ljubljano. S svojimi deli se predstavlja na slovenskih in svetovnih razstavah v Evropi, ZDA in Aziji.  Je hči slovenskega diplomata in bivšega predsednika Ustavnega sodišča Ernesta Petriča ter pisateljice Silvestre Rogelj Petrič. 

## Delo
Posveča se slikarstvu, videu, filmu, in plesu, poleg fotografije pa se ukvarja tudi z oblikovanjem, poezijo in literaturo.
Sodelovala je na več kot 60 samostojnih in 110 skupinskih razstavah po svetu, največ v Evropi in ZDA. Na raznih mednarodnih umetniških sejmih v Italiji, na Češkem in v Švici je večkrat predstavila svoja likovna dela. Njeno delo je bilo leta 2008 predstavljeno tudi v Cankarjevem domu v Ljubljani. Ustvarila je glasbeni film z naslovom Army of me, za katerega je prejela nagrado Čižek in priznanje Naj digič (2006). Istega leta je za razvoj dveh scenarijev celovečernih filmov prejela podporo Filmskega sklada Slovenije. Za svoja dela je prejela več nagrad, med drugim tudi ugledno nagrado švicarskega sklada Vordemberger-Gildewart za leto 2010. Leta 2008 je bila proglašena za Umetnico meseca na spletni strani Art Lab galerije Hilger na Dunaju. Med bolj prepoznavna dela spada knjiga Vsi so jedli suši.

### Film in video
- glasbeni video Army of me

## Nagrade
- nagrada Vordemberger-Gildewart (2010)
- nagrada Čižek in priznanje Naj digič (2006) za glasbeni video Army of me